# 讓我淚流滿面
《讓我淚流滿面》（日语：／ Nakasete Kureyo */?）是日本偶像團體吉本坂46的出道單曲，於2018年12月26日由Sony Records發行。同名標題曲的Center（中心成員）由斋藤司及小川暖奈擔任。

## 背景及发行情况
单曲以附赠DVD的映像盤、只有CD的通常盤（成员46人的个人封面合计46种）共47种形态发行。
随着单曲发行，官方举行了题为“让我去吧”（行かせてくれよキャンペーン）的活动，统计个人封面销量前五名的成员，并给予以下奖励。
- 第1名：搭乘JAL前往夏威夷!!On the Beach的休假“Outrigger Reef 4晚”机票及酒店
- 第2名：韓国旅行
- 第3名：北海道旅行
- 第4名：熱海旅行
- 第5名：thermae温泉

经由5次中间发表，最终获前五名的成员依次是小寺真理（4,696张）、池田直人（3,302张）、榊原徹士（2,158张）、♥小百合（2,132张）、三秋里歩（2,006张）。

## 歌曲列表

### 映像盤
| CD   | CD                            | CD     | CD       | CD               |
| 曲序 | 曲目                          |        | 作曲     | 编曲             |
| ---- | ----------------------------- | ------ | -------- | ---------------- |
| 1.   | 讓我淚流滿面                  | 秋元康 | 斉門     | 斉門、久保田邦夫 |
| 2.   | 离不开你的嘴唇（RED）         | 秋元康 | 清水哲平 | 若田部誠         |
| 3.   | 终于到了这里（POP MONSTER）   | 秋元康 | 鶴久政治 | Hiroya.T         |
| 4.   | 波本苏打（村上昭二）          | 秋元康 | 須永俊   | 須永俊           |
| 5.   | 讓我淚流滿面 off vocal ver.   |        | 斉門     | 斉門、久保田邦夫 |
| 6.   | 离不开你的嘴唇 off vocal ver. |        | 清水哲平 | 若田部誠         |
| 7.   | 终于到了这里 off vocal ver.   |        | 鶴久政治 | Hiroya.T         |
| 8.   | 波本苏打 off vocal ver.       |        | 須永俊   | 須永俊           |

| DVD  | DVD                        | DVD      |
| 曲序 | 曲目                       | 导演     |
| ---- | -------------------------- | -------- |
| 1.   | 讓我淚流滿面 Music Video   | 新宮良平 |
| 2.   | 离不开你的嘴唇 Music Video | 池田一真 |

### 通常盤
| CD   | CD                            | CD     | CD       | CD               |
| 曲序 | 曲目                          |        | 作曲     | 编曲             |
| ---- | ----------------------------- | ------ | -------- | ---------------- |
| 1.   | 讓我淚流滿面                  | 秋元康 | 斉門     | 斉門、久保田邦夫 |
| 2.   | 离不开你的嘴唇（RED）         | 秋元康 | 清水哲平 | 若田部誠         |
| 3.   | 要抱一下吗?（Bitter&Sweet）   | 秋元康 | 西島真实 | APAZZI           |
| 4.   | 讓我淚流滿面 off vocal ver.   |        | 斉門     | 斉門、久保田邦夫 |
| 5.   | 离不开你的嘴唇 off vocal ver. |        | 清水哲平 | 若田部誠         |
| 6.   | 要抱一下吗? off vocal ver.    |        | 西島真实 | APAZZI           |

## 选拔成员

### 讓我淚流滿面
（中心成员：小川暖奈、斋藤司）
- 3列目：尾形貴弘（日语：尾形貴弘）、金田哲（日语：金田哲）、小出（日语：シャンプーハット (お笑いコンビ)）、灘儀武（日语：なだぎ武）、大地洋輔（日语：ダイノジ）、江原正博（日语：エハラマサヒロ）、阿贤（日语：松谷賢示）[10]
- 2列目：淑子（日语：ガンバレルーヤ）、真昼（日语：ガンバレルーヤ）、村上昭二（日语：村上ショージ）、Yuriyan Retriever（日语：ゆりやんレトリィバァ）、小幡大哥（日语：おばたのお兄さん）[10]
- 1列目：河本準一（日语：河本準一）、斋藤司（日语：斎藤司 (お笑い芸人)）、小川暖奈（日语：スパイク (お笑い)）、遠藤章造[10]

### 离不开你的嘴唇
（「RED」名義。中心成员：藤井菜央 、榊原徹士）
- SHUHO、藤井菜央、榊原徹士、A-NON、多田智佑（日语：トット）、三秋里步、Machaaki（日语：エグスプロージョン）、高野祐衣（日语：高野祐衣）、西村真二（日语：西村真二）、小寺真理（日语：小寺真理）、池田直人（日语：レインボー (お笑いコンビ)）、光永、HIDEBOH（日语：HIDEBOH）、田中Single（日语：8.6秒バズーカー）、阿恭（日语：きょん）、骏骏诊所P（日语：しゅんしゅんクリニックP）[10]

### 终于到了这里
（「POP MONSTER」名義）
- 敬志（日语：トレンディエンジェル#メンバー）、松浦志穂（日语：スパイク (お笑い)）、正子[10]

### 波本苏打
- 村上昭二[10]

### 要抱一下吗?
（「Bitter&Sweet」名義）
- 旺季志津香（日语：旺季志ずか）、島田珠代（日语：島田珠代）、♥小百合（日语：かつみ・さゆり）、野沢直子（日语：野沢直子）、八木真澄（日语：八木真澄）、山本圭壱（日语：山本圭壱）、哲儿（日语：シャンプーハット (お笑いコンビ)）、鰻和弘（日语：銀シャリ (お笑い)）、川島章良（日语：川島章良）、小竹（日语：ジャングルポケット (お笑いトリオ)）、岩橋良昌（日语：プラス・マイナス）[10]